# جوآن ودبوری
جوآن ودبوری (انگلیسی: Joan Woodbury; ۱۷ دسامبر ۱۹۱۵ – ۲۲ فوریهٔ ۱۹۸۹) هنرپیشه اهل ایالات متحده آمریکا بود.
از فیلم‌ها یا برنامه‌های تلویزیونی که وی در آن نقش داشته‌است می‌توان به ده فرمان، عروس فرانکنشتاین، آسمان‌های آبی، آنتونی ادورس، الجزایر، پادشاه زامبی‌ها، کنت مونت کریستو، آوای وحش، ازجان‌گذشتگان، و سوت‌زن اشاره کرد.